# Алюминиевые руды
Алюминиевые руды — горные породы, сырье для получения алюминия. К ним относятся в основном бокситы; также нефелиновые сиениты, алунитовые породы и другие минералы. В качестве минерального сырья для получения алюминия могут служить лейцитовые лавы (минерал лейцит), лабрадориты, анортозиты, высокоглинозёмистые глины и каолины, кианитовые, силлиманитовые и андалузитовые сланцы.
При переработке алюминиевой руды сначала получают глинозём (Al2О3), из которого электролитическим методом выплавляют металлический алюминий.
При оценке возможностей использования отдельных видов алюминиевых руд большое значение имеют содержание, состав и соотношение в них различных примесей, особенно кремнезёма и железа. Основой руд являются бокситы.
Разработан способ получения алюминия с нефелиновых сиенитов с одновременной выработкой соды.
Содержание Al2О3 в лучших сортах бокситов 40—45% (при соотношении Al2О3:SiO2 >= 2.6), в нефелиновых сиенитах — 19—22%.

## Месторождения
На территории Украины алюминиевые руды находятся в Приазовье, на Закарпатье, в пределах Украинского щита.
Крупные месторождения алюминиевых руд, в частности бокситов, есть в Венгрии, на территории бывшей Югославии, во Франции, в Индии, Центральной и Южной Африке, а также на Урале, в Казахстане (в Торгайском бокситоносном районе), Сибири, на Кольском полуострове.
Нефелиновые сиениты добываются в Прибайкалье и Закавказье.
Алуниты имеются в Закавказье.